# Rhabdotina
Rhabdotina är ett släkte av fjärilar. Rhabdotina ingår i familjen nattflyn.
Kladogram enligt Catalogue of Life:
| Rhabdotina | \| \| Rhabdotina phoenicias \| \| \| \| \| \| Rhabdotina purpurascens \| \| \| \| \| \| Rhabdotina vittifera \| \| \| \| |
|            | \| \| Rhabdotina phoenicias \| \| \| \| \| \| Rhabdotina purpurascens \| \| \| \| \| \| Rhabdotina vittifera \| \| \| \| |
|            | Rhabdotina phoenicias |
|            | |
|            | Rhabdotina purpurascens                                                                                                  |
|            | |
|            | Rhabdotina vittifera |
|            | |